# Національна дорога 22 (Польща)
Національна дорога 22 (пол. Droga krajowa nr 22, DK22) — національна дорога класу GP та S протяжністю приблизно 460 км. км від польсько-російського кордону в Гжехотках до польсько-німецького кордону в Костшині над Одрою. Проходить через такі воєводства: Любуське, Західнопоморське, Великопольське, Поморське та Вармінсько-Мазурське.

## Історія
Ділянка дороги № 22 є частиною колишньої автомагістралі, призначеної для з'єднання Берліна з Кенігсбергом, широко відомої як «Берлінка». У 1936–1938 роках ця автомагістраль була побудована на ділянках Берлін — Щецин (чотири смуги) та Ельблонг — Крулевец (дві смуги). Щоб з'єднати міста, потрібно було також побудувати ділянку від Щецина до Ельблонга. Однак для німців це було ускладнено тим, що ця ділянка мала проходити через Польщу (так званий Гданський коридор), що стало однією з другорядних причин німецької окупації Гданського Помор'я у вересні 1939 року.
Внаслідок війни більшість мостів на цих дорогах було зруйновано. Деякі мости були відбудовані відразу після війни, але через відсутність прикордонного переходу в Ґжехотках дорогу від Велево до Ґжехотків не відновлювали. Ця ділянка дороги від перехрестя «Ельблонг-схід» з дорогою 7 до Ґжехоткі була перебудована до класу швидкісної дороги S22 і відкрита для використання 24 вересня 2008 року. Для роз'яснення, однак, слід сказати, що національна дорога № 22 від Костшина над Одрою до Гожува (тобто нинішня DW 132) і наступні ділянки DK 22 є початковим маршрутом Берлінки як «паралельної» однопроїзної дороги, тобто дублер траси Берлінка.

## Реконструкція DK22
На 2024—2026 роки заплановано реконструкцію національної дороги № 22 у Західнопоморському воєводстві. Дорога на цій ділянці отримає вантажопідйомність 11,5 т/вісь. Ремонт ділиться на 6 етапів:
- Кордон Західнопоморського воєводства — Члопа довжиною 14,2 км.
- Кільцева дорога Члопи, протяжністю 2 км
- Члопа — Стрончно з об'їздом Русинова та об'їздом Прусинувки протяжністю 24,75 км.
- Об'їзна дорога Стрончна та Валча протяжністю 10 км
- Островець — Швеця протяжністю 3,5 км
- Обхід Швеці довжиною 3 км.

Усі об'їзди будуть реалізовані в рамках програми «100 об'їздів».

## Швидкісна дорога S22
На ділянці Гжехоткі (прикордонний перехід Гжехоткі-Мамоново II з районом Крулевец) — Ельблонг дорога має статус швидкісної.

## Міста вздовж маршруту 22 траси
- Ґжехоткі — перетин кордону з Росією (Кенігсбергська область)
- Хрусьцель «розв'язка Бранево-південь» — (Дорога 54)
- Ельблонг — (S7) — кільцева дорога
- Мальборк — (Дорога 55) — планований об'їзд
- Чарлін к. Тчев — (Дорога 91, так звана стара)
- Сварожин — (автомагістраль А1)
- Старогард-Ґданський — запланована об'їзна дорога
- Чорна вода
- Черськ
- Хойниці — кільцева дорога
- Члухув — (дорога 25) — планується об'їзд по DK22 і DK54
- Подгає — (Дорога 11)
- Ястрове — (Дорога 11)
- Валч — (Дорога 10)
- Члопа
- Добеґнев
- Стшельці-Краєнські — будівництво з 2022[3][4]
- Гожув-Великопольський — (Дорога 3)
- Костшин-над-Одрою — кордон з Німеччиною